# Богуславская, Зоя Борисовна
Зо́я Бори́совна Богусла́вская (род. 16 апреля 1924 года, Москва, СССР) — советская и российская писательница, прозаик и эссеист, драматург, литературный критик, искусствовед. Автор ряда культурных проектов в России и за рубежом. Заслуженный работник культуры Российской Федерации (2019), почётный член РАХ.

## Биография
Родилась 16 апреля 1924 года в Москве. Выбор профессии определило детское увлечение театром, литературой. Ещё в школе начала писать тексты для драмкружков и литературных вечеров.
В 1948 году окончила театроведческий факультет Государственного института театрального искусства имени А. В. Луначарского (ГИТИС), а в 1952 году — аспирантуру Института истории искусств Академии наук СССР, защитив диссертацию на соискание учёной степени кандидата искусствоведения по теме «Пьесы А. Е. Корнейчука на сцене московских театров». 
Работала редактором в издательстве «Советский писатель», читала лекции в Высшем театральном училище имени М. С. Щепкина. Работала редактором Шестого творческого объединения писателей и киноработников киностудии «Мосфильм», ответственным секретарём секции литературы Комитета по Ленинским и Государственным премиям СССР в области литературы, искусства и архитектуры при Совете Министров СССР.
Начав свой творческий путь как театральный и кинокритик, впоследствии получила широкую известность как писатель. В начале 1960-х годов опубликовала монографии о Леониде Леонове и Вере Пановой. В 1967 году дебютировала в литературе с повестью «И завтра», которая была напечатана в журнале «Знамя» и сразу же переведена во Франции. В начале 1970-х годов проза Богуславской публиковалась в журналах «Новый мир», «Знамя», «Юность». Большим читательским интересом пользовались её книги «700 новыми», «Защита», «Наваждение», «Близкие». Она написала также две театрализованные «повести в диалогах» — «Контакт» (в театре имени Евгения Вахтангова) и «Обещание» (постановка во МХАТе была закрыта). Прогрессивная критика причислила её к писателям, близким к трифоновской школе прозы, открывающим новые стороны жизни современного человека, а консервативная обвиняла в аполитичности, увлечении психологическими глубинами человека.
В 1998 году опубликовала двухтомник «Зазеркалье», в который вошли её основные произведения. В 2009 году был издан двухтомник «Вымышленное. Невымышленное», где первый том содержит повести и рассказы, а второй — публицистику.
16 апреля 2024 года отметила 100-летний юбилей.

## Критика и оценки
Критики и публицисты неизменно подчёркивают значимость Зои Богуславской как самостоятельной творческой личности, а не только как музы и спутницы Андрея Вознесенского. Литературный критик Игорь Вирабов в «Российской газете» отмечал, что она «была — и осталась — не „приложением“ к собранию сочинений мужа, а сама по себе — совершенно отдельной сильной и творческой личностью». Эту самооценку подтверждала и сама Богуславская в интервью «Московскому комсомольцу», говоря о своём творчестве: «Знала всегда: мой „ручеек“ камерный, у меня свой круг читателей, и я защищала свое камерное пространство».
Особо выделяется её роль как культурного деятеля и организатора. По её инициативе и проекту были учреждены знаковая для постсоветской культуры независимая премия «Триумф», а позднее, в память о муже, — премия «Парабола» и Культурный центр Андрея Вознесенского.
Современная критика обобщает эти оценки. Мария Брегман в статье для портала «Год Литературы» называет Богуславскую «архитектором культурного пространства», чья деятельность была «осознанной стратегией поддержки и продвижения талантов». Брегман приходит к выводу, что Зоя Богуславская сама стала «центром притяжения» и фигурой, формирующей культурную среду, а её наследие — это не только книги, но и созданные ею институции и сохранённая память.

### Информация без указания источников
По мнению критиков[каких?], повести «Близкие», «Окнами на юг» можно считать первыми художественными произведениями об истинно новых русских; эссе «Время Любимова и Высоцкий», «Лайза и Барышников, Миша и Минелли», вызвавшие широкий отклик критики. Особняком в творчестве писательницы стоит художественно-публицистическая книга «Американки» и в переиздании «Американки плюс», ставшие бестселлером и удостоенные нескольких призов за лучшую публикацию года. По сюжетам книги программой «Браво» в США была снята серия телефильмов.

## Семья
Отец — Борис Львович Богуславский (1899—1985), учёный в области кибернетики и машиностроения.
Мать — Эмма Иосифовна Богуславская, врач.
Первый муж (1943) — Георгий Новицкий, актёр Ленинградского театра, впоследствии стал актёром Театра имени Моссовета. Брак быстро распался.
Второй муж (до 1964) — Борис Моисеевич Каган (1918—2013), доктор технических наук, профессор, конструктор в области автоматики и вычислительной техники и лауреат Сталинской премии
- Сын — Леонид Борисович Богуславский (род. 1951), российский инвестор и совладелец компаний «Яндекс» и «Ozon». Женат, отец четверых детей.

Третий муж (1964—2010) — Андрей Андреевич Вознесенский (1933—2010). Брак продлился 46 лет, вплоть до смерти Вознесенского 1 июня 2010 года. В память о нём Богуславская и её сын Леонид учредили премию «Парабола» по названию одного из первых сборников стихов поэта 1960 года. Богуславская и её сын также являются инициаторами Центра Вознесенского, открывшегося в день рождения поэта — 12 мая 2018 года Центр расположился в районе Замоскворечье Москвы, где прошло детство А. Вознесенского, а также состоялась встреча с Б. Пастернаком. Для реализации проекта у частного собственника на средства семьи была выкуплена бывшая усадьба штабс-капитана Демидова 1817 года, памятник архитектуры начала XIX века. Премия и Центр были учреждены во исполнение Указа президента России В. В. Путина.

## Общественная деятельность
В 1960-е годы Богуславская стала создателем Ассоциации женщин-писательниц в России, затем Международной ассоциации женщин-писательниц в Париже. Она также является членом Исполкома Русского Пен-центра, членом редколлегий ряда журналов. Владеет английским, немецким и французским языками. Неоднократно выступала в университетах и на форумах в США, Франции, Великобритании, участвовала в книжных ярмарках (Франция, Испания, Германия, Великобритания и так далее). Работала приглашённым писателем в Колумбийском университете в Нью-Йорке.
В 1991 году по проекту Богуславской была учреждена первая в России Независимая премия «Триумф» во всех видах искусства, в жюри которой вошли выдающиеся деятели культуры Ю. Башмет, В. Васильев, Э. Климов, А. Битов, В. Абдрашитов, Е. Максимова, А. Вознесенский, О. Табаков, В. Спиваков и другие, а также одноимённый Фонд, генеральным директором которого она стала. В 2010 году впервые прошло вручение молодёжной премии «Триумф» и учрежденная с фондом «Триумф-Новый Век» научная премия, которая вручается российским учёным, занимающимся фундаментальными и теоретическими исследованиями за «весомый вклад в развитие отечественной и мировой науки».
Является автором многих других культурных акций, прежде всего связанных с «триумфовцами» — ежегодные фестивали искусств «Рождественская карусель» в Москве, Тольятти, Париже, а также инициатором других художественных событий: авторских вечеров, театральных и кинопремьер, концертов.
В 2000 году по проекту Богуславской, на этот раз книжному, совместно с издательством «Эксмо» начинается публикация «Золотой коллекции „Триумфа“», в которую представляют авторские книги лауреаты и члены жюри премии «Триумф»: О. Табаков, М. Жванецкий, А. Битов, А. Демидова, А. Вознесенский, Б. Гребенщиков, Н. Ананиашвили, Ю. Давыдов, З. Богуславская и другие.
В 2001 году подписала письмо в поддержку телеканала НТВ.

## Сочинения

### Критика
- Леонид Леонов. — М., 1960.
- Драматург і театр: П’єси О. Корнійчука на сценах московських театрів. — Київ, 1961. (укр.)
- Вера Панова: Очерк творчества. — М., 1963.

### Проза
- …и завтра: повесть. — М., 1967.
- Транзитом: повести и рассказы. — М., 1972.
- Защита: рассказы, повесть, роман. — М., 1979.
- Повести. — 1979.
- Посредники: Повести. Роман. — М., 1981.
- Близкие. — 1988.
- Гонки; Транзитом; Защита. — 1988.
- Американки. — 1991.
- Американки плюс. — 1993.
- Зазеркалье: сочинения в двух томах. — 1997.
- Веруня и джентльмены: невымышленная повесть // Юность. — 2009.
- Вымышленное. Том 1: в сборник вошли повести и рассказы «Защита», «Наваждение», «Окнами на юг», «Семьсот новыми» и другие. — 2009.
- Невымышленное. Том 2: в сборник вошла художественная публицистика и эссеистика Зои Богуславской, а также литературные портреты писателей и деятелей культуры — Юрия Любимова, Василия Аксёнова, Аллы Демидовой, Аркадия Райкина, Олега Табакова и других. — 2009.
- Предсказание: в книгу вошли лучшие повести и рассказы, а также воспоминания и интервью, оставшиеся от встреч с Владимиром Высоцким, Брижит Бардо, Михаилом Барышниковым, Вольфом Мессингом, Вангой, Нэнси Рейган, Марком Шагалом, Олегом Меньшиковым, Михаилом Жванецким и многими другими. — 2009.
- Ошибка: рассказ // Юность. — 2010.

### Драматургия
- Контакт: психологическая хроника. — М., 1979.

## Награды
- Орден «За заслуги в культуре и искусстве» (11 апреля 2024 года) — за большой вклад в развитие отечественной культуры и искусства, многолетнюю плодотворную деятельность[12].
- Заслуженный работник культуры Российской Федерации (16 апреля 2019 года) — «за большой вклад в развитие отечественной культуры и искусства, многолетнюю плодотворную деятельность[13]».
- Почётный член Российской академии художеств (2019 год)[14]